# Tiefenort
Tiefenort település Németországban, azon belül Türingiában.  Tiefenort Moorgrund, Bad Salzungen, Leimbach, Krayenberggemeinde, Frauensee, Marksuhl és Ettenhausen an der Suhl községekkel határos.

## Népesség
A település népességének változása: